# NGC 7388
NGC 7388 је појединачна звезда у сазвежђу Пегаз која се налази на NGC листи објеката дубоког неба.
Деклинација објекта је + 11° 42' 41" а ректасцензија 22h 50m 21,0s. Привидна величина (магнитуда) објекта NGC 7388 износи 14,3.